# Ibolya Fekete
Ibolya Fekete (ur. 23 stycznia 1951 w Pásztó) – węgierska reżyserka filmowa, autorka filmów dokumentalnych i fabularnych. 
Wybrana filmografia
- Berlin and Back (1990)[1]
- Bolse vita (1996) - film fabularny (z wplecionymi zdjęciami dokumentalnymi i miejscami stylizowany na dokument) opowiadający o otwarciu granicy węgiersko-austriackiej w 1989 r.
- Chico (2001) - film fabularny

Nagrody
- 1996 - Złote Grono Lubuskiego Lata Filmowego za Bolse vita
- 2001 - Nagroda dla Najlepszego Reżysera na Międzynarodowym Festiwalu Filmowym w Karlowych Warach[1]
- 2002 - Złote Grono Lubuskiego Lata Filmowego za Chico
- 2002 - Grand Prix Węgierskiego Tygodnia Filmowego[1]

## Źródło
- Grzegorz Bubak Węgry na przełomie wieków, fascynacja zmieniającą się rzeczywistością. Filmy węgierskich reżyserek średniego pokolenia [w:] Reżyserki kina - tradycja i współczesność, red. Małgorzata Radkiewicz, Kraków 2005, ISBN 83-88668-94-3.